# Cuervo de tres patas
El cuervo de tres patas es una criatura mitológica presente en varias culturas orientales, como la china, la japonesa o la coreana. A menudo se piensa que representa el sol, incluso que vive en él.
Ha sido encontrada en monedas antiguas de Licia y Panfilia y también en algunas figuras parecidas en culturas no asiáticas tales como la egipcia, la maya y la azteca[cita requerida].
Las primeras formas del cuervo trípedo se han encontrado en China. Evidencia del primer motivo pájaro-sol o artículos totémicos excavados alrededor de 5000 a. C.[cita requerida] desde la zona baja del delta del río Yangtze. Este patrimonio de tótem pájaro-Sol se observó en las Culturas Yangshao y Longshan posteriores. Los chinos tienen varias versiones de cuentos de cuervo y cuervo-sol. Pero la representación más popular y el mito del cuervo del Sol es el de Yangwu o Jinwu, el "cuervo dorado".

## En China

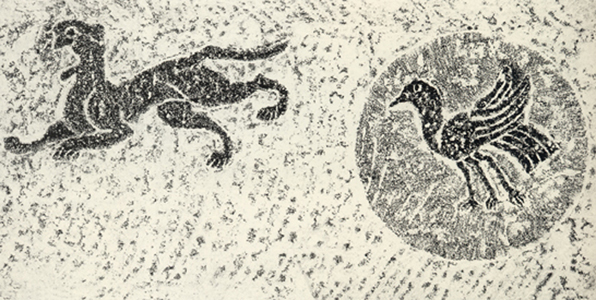
Mural de la Dinastía Han encontrado en la provincia de Henan, mostrando un ave de tres patas.

En la mitología y cultura china, el ave de tres patas es llamada “Sanzuniao”(en chino: 三足鸟, pinyin: sānzúniǎo, de sān 'tres', zú 'pie, pata' y niǎo 'pájaro') y está presente en muchos mitos. Se lo menciona en el Shanhaijing (texto clásico mitológico chino). La primera representación de un pájaro de tres patas aparece en la cerámica neolítica de la cultura Yangshao.  El Sanzuniao también de los doce medallones que se utilizaban en la decoración de prendas de vestir formales imperiales en la antigua China. Una pintura en seda de la dinastía Han Occidental encontradas en el sitio arqueológico Mawangdui también representan un Sānzúniǎo (o cuervo del sol, pues sólo tiene dos patas) posado en el Árbol Fusang.
En China, la representación más popular y mitológica de un Sanzuniao es la de un cuervo llamado Yangwu (en chino: 阳 乌, pinyin: yángwū) o más comúnmente conocido como Jīnwū (en chino: 金 乌, pinyin: jīnwū) o "gallo de oro". Aunque se describe como un cuervo, por lo general es pintado rojo en lugar de negro.

## En Corea
En la mitología coreana, se conoce como Samjogo (hangul: 삼족오; hanja: 三 足 烏).  Durante el período del reino de Goguryo, el Samjok-o fue considerado un símbolo del sol. Los antiguos habitantes de Goguryo pensaban que un cuervo de tres patas vivía en el sol mientras que una tortuga vivía en la luna. Samjok-o era un símbolo de poder muy respetado, considerado superior tanto al dragón como al bonghwang coreano.
Aunque el Samjok-o se considera principalmente el símbolo de Goguryeo, también se encuentra en las dinastías Goryeo y Joseon.

## En Japón

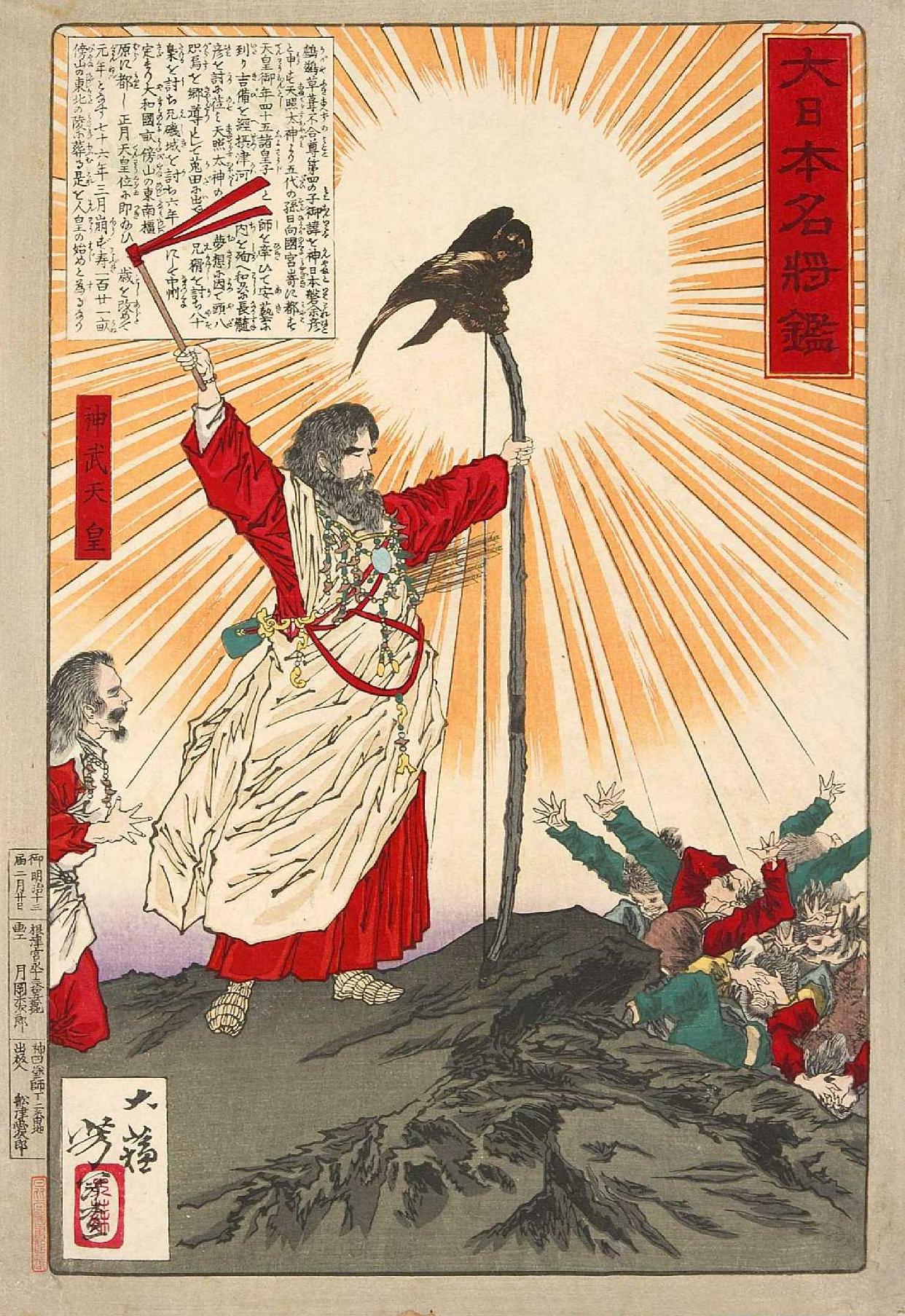
Yatagarasu guía al Emperador Jimmu hacia Yamato.

En la mitología japonesa, esta criatura voladora es un cuervo, llamado Yatagarasu (八咫烏) y la aparición de la gran ave se interpreta como la voluntad divina de intervenir en los asuntos humanos.
Aunque Yatagarasu se menciona en varios lugares en el canon sintoísta, hay pocas explicaciones y gran parte del material es contradictorio. Este Pájaro fue enviado desde el cielo como una guía para el emperador Jinmu en su viaje de la región que más tarde sería Kumano, a la región que más tarde se convertiría en Yamato. Es generalmente aceptado que Yatagarasu es una encarnación de Taketsunimi no Mikoto, pero ninguno de los primeros registros documentales que sobreviven son tan específicos
En muchas ocasiones, aparece en el arte como un ave de tres patas, aunque no hay una descripción que indica que el Yatagarasu fue de tres patas en el Kojiki.
Tanto la Asociación de Fútbol de Japón y, posteriormente, sus equipos de administración, como el equipo nacional de fútbol de Japón utiliza el símbolo de la Yatagarasu en sus emblemas y distintivos, respectivamente. El ganador de la Copa del Emperador se da también el honor de llevar el emblema de la Yatagarasu la temporada siguiente.